# Bryobium dischorense
Bryobium dischorense är en orkidéart som först beskrevs av Rudolf Schlechter, och fick sitt nu gällande namn av Mark Alwin Clements och David Lloyd Jones. Bryobium dischorense ingår i släktet Bryobium och familjen orkidéer. Inga underarter finns listade i Catalogue of Life.